# 八軒車站
八軒車站（日语：／ Hachiken eki */?）是一由北海道旅客鐵道（JR北海道）所經營的鐵路車站，位於日本北海道札幌市西區，是JR北海道札沼線（學園都市線）的一站，駐有站員。車站編號為G03。電報略號為。

## 歷史
- 1988年（昭和63年）11月3日 - 北海道旅客鐵道（JR北海道）札沼線八軒站開始營運，位於桑園車站至新川站之間。當時為設有平交道的1面2線無人車站。同時桑園站與桑園站至本車站部份路段高架化[2][3]。
- 1991年（平成3年）3月16日 - 札沼線的暱稱設定為「學園都市線」[2][3]。
- 1996年（平成8年）6月23日 - 札沼線（學園都市線）桑園站至本車站，以及本車站至新川站路段高架化的同時，本車站改建成側式月台2面2線的高架車站[1]。
- 1997年（平成9年）3月22日 - 新站房落成。同時車站成為業務委託車站，駐有站員。
- 2000年（平成12年）
  - 3月11日 - 新車站大樓落成。札沼線（學園都市線）本車站至太平站新設下行路線，成為複線鐵路[2][3]。
  - 日期不詳 - 札沼線桑園車站至石狩月形車站路段引入自動進路制御裝置（PRC）。
- 2006年（平成18年）1月 - 引入自動列車導向裝置。並設置按方向的導向用液晶顯示屏。
- 2007年（平成19年）10月1日 - 設定車站編號（G05）[4]。
- 2008年（平成20年）10月25日 - 開始使用智能車票「Kitaca」[5]。
- 2012年（平成24年）6月1日 - 札沼線（學園都市線）桑園站至北海道醫療大學站正式電氣化（交流電20,000V、50Hz）[6][7]。
- 2017年（平成29年）2月27日 - 簡易自動閘機更新為對應IC卡的新型號。

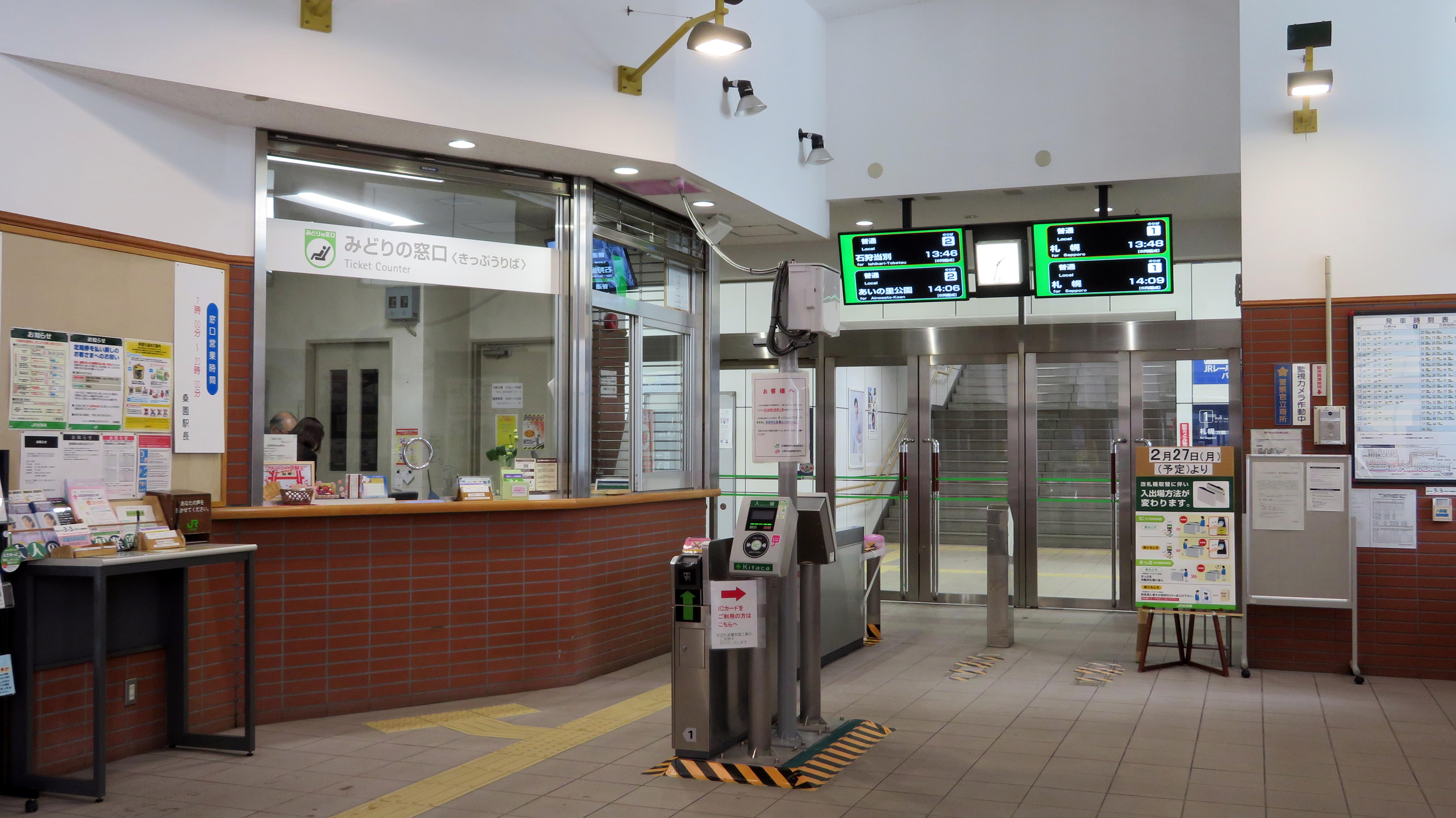
自動閘機（更新前） （2017年2月）

## 車站結構
2面2線側式月台（月台長度：135米）的高架車站。與月台以樓梯、升降機與上行專用扶手電梯連結。
由桑園車站管理的業務委託車站（北海道JR Servicenet），設有綠窗口（營業時間7時00分至22時00分）、自動售票機、自動自動閘機（對應Kitaca及磁卡車票）。
直至2012年5月31日，本車站與新川站及新琴似車站是少數非電氣化的高架及複線鐵路車站。離開桑園站並進入八軒站前，列車於高架路段需要先緩慢下降，向右（東側）急轉後再緩慢上升，這是該路段進行高架化殘留的痕跡。此外，八軒站高架化後使用較少下方的空間及柱子，因此現時站房下方仍然殘留舊月台及路軌等。此外，高架化完成後，有一段時間使用當時位於新川站側的渡線，直至現時下行線於2000年3月11日完成後才移除。而進行電氣化工程期間亦使用鋼結構加強月台構造。

### 月台配置
| 月台 | 路線                  | 方向 | 目的地                                 |
| ---- | --------------------- | ---- | -------------------------------------- |
| 1    | ■札沼線（學園都市線） | 上行 | 桑園、札幌方向                         |
| 2    | ■札沼線（學園都市線） | 下行 | 愛之里教育大、當別、北海道醫療大學方向 |

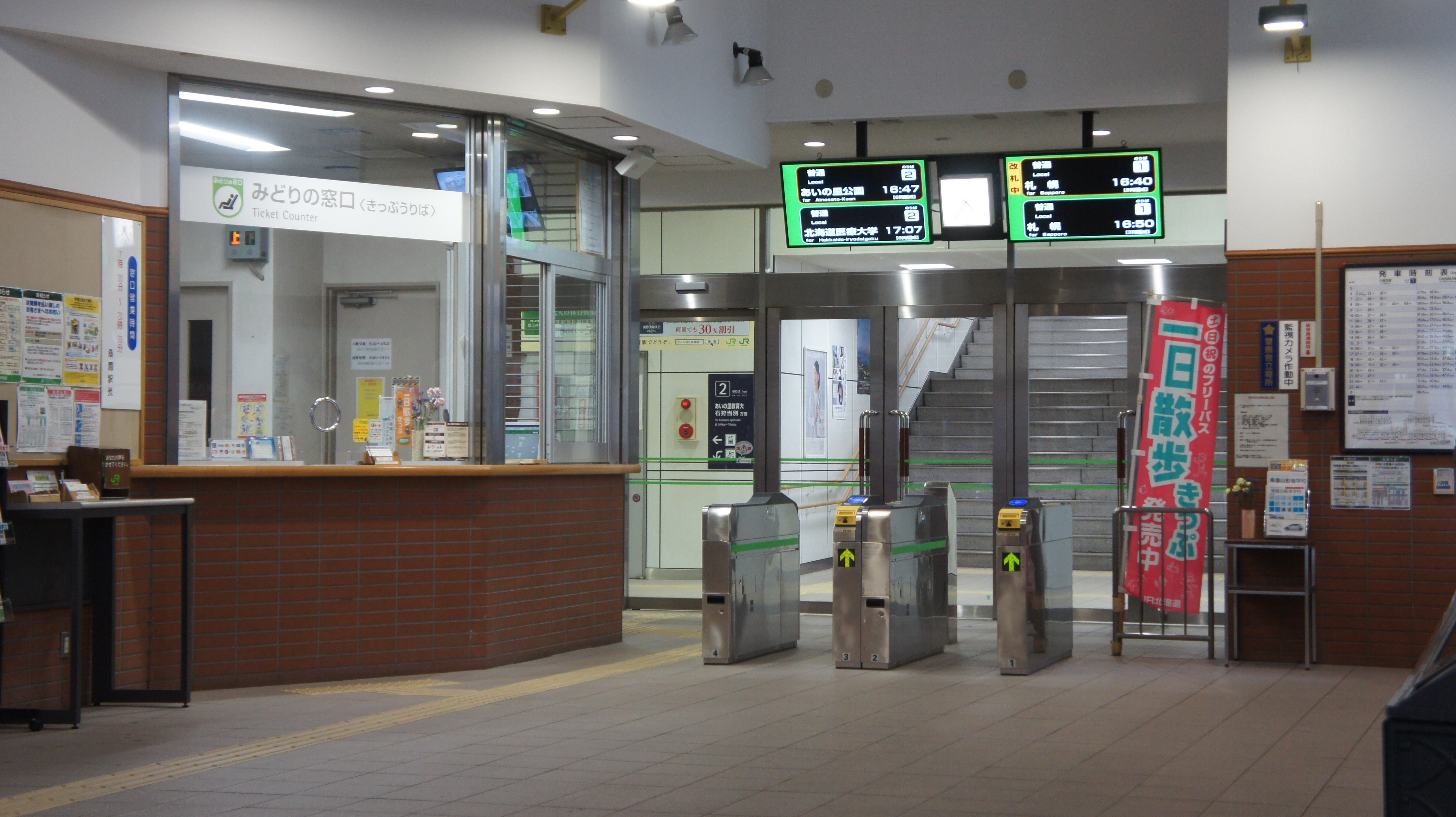
自動閘機（更新後） （2017年2月）
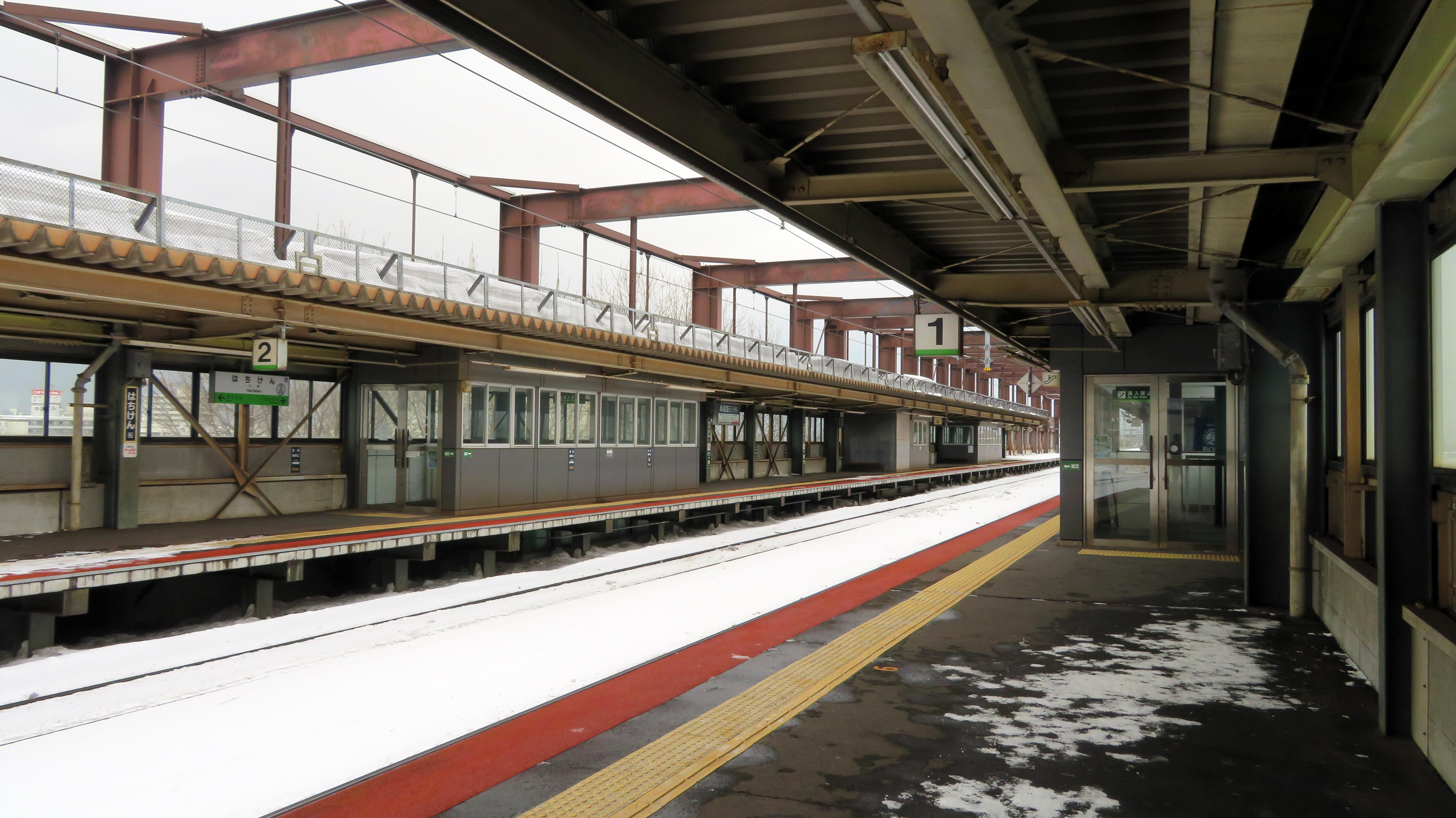
月台（2017年2月）
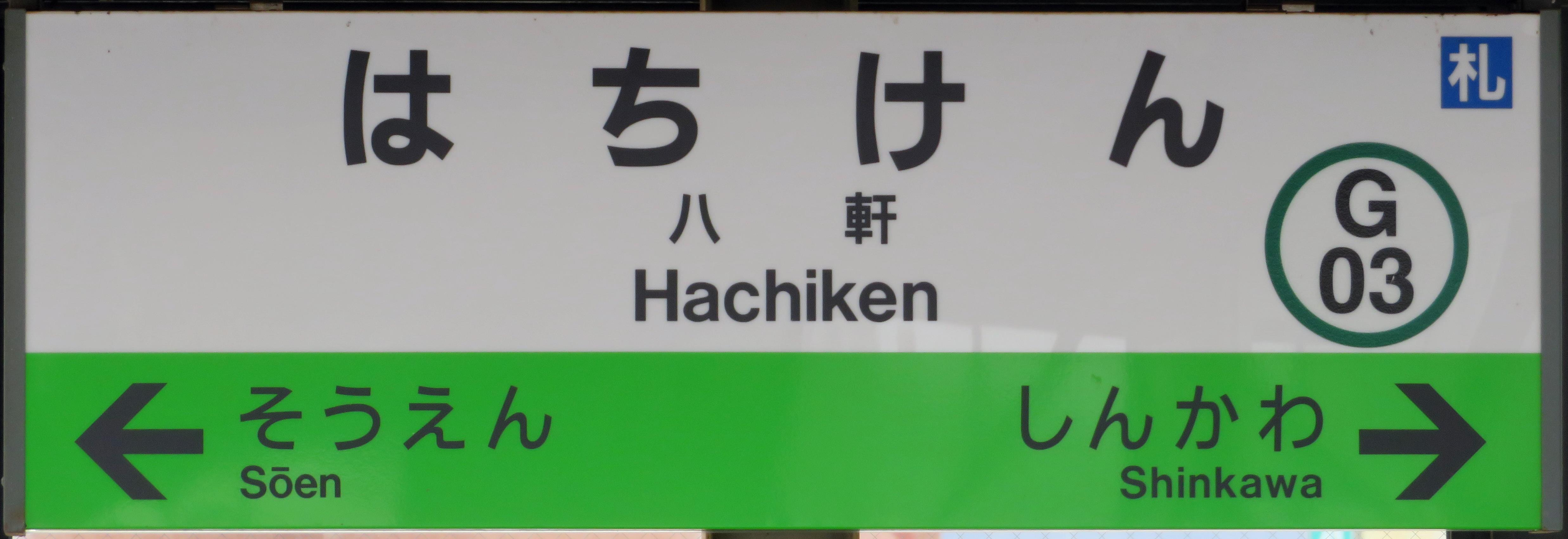
站名牌（2017年2月）

## 載客量
| 載客量 | 載客量       |
| 年份   | 每天平均人次 |
| ------ | ------------ |
| 1990年 | 1,160        |
| 1995年 | 1,894        |
| 2000年 | 3,504        |
| 2001年 | 3,460        |
| 2002年 | 3,472        |
| 2003年 | 3,562        |
| 2004年 | 3,634        |
| 2005年 | 3,716        |
| 2006年 | 3,736        |
| 2007年 | 3,886        |
| 2008年 | 4.016        |
| 2009年 | 3,854        |
| 2010年 | 4,030        |
| 2011年 | 4,156        |
| 2012年 | 4,306        |
| 2013年 | 4,486        |
| 2014年 | 4,670        |
| 2015年 | 4,618        |

## 車站周邊
位於札幌的市中心，周邊有大量建築物及公寓等。車站西側為札幌市立琴似中央小學，而東側稍遠的地方則有札幌工業學校、北海道武藏女子短期大學及北海道大學等。
- 函館本線琴似站
- 西警察署八軒交番
- 札幌八軒郵局
- 小樽信用金庫札幌分店
- 北洋銀行八軒分店
- Fretty琴似店
- MaxValu八軒5條店
- 北海道中央巴士「八軒6條東2丁目」站牌

## 相鄰車站
北海道旅客鐵道（JR北海道）
■札沼線（學園都市線）
桑園（S02）－八軒（G03）－新川（G04）

## 外部連結
- 八軒車站結構圖（JR北海道） （页面存档备份，存于）（日語）